# 소림사에는 형님이 산다
《소림사에는 형님이 산다》는 2004년 4월 30일에 MBC에서 방영한 베스트극장이다. 드라마 《다모》의 제작진이 뭉쳐서 제작하였다.

## 등장 인물

### 주요 인물
- 배수빈 : 문박주 역
- 김뢰하 : 영팔 역
- 조경훈 : 삼식 역
- 이한위
- 신이 : 미옥 역 - 오봉다방 종업원
- 오광록

### 그 외 인물
- 오영수
- 김학철
- 이봉규
- 김복희 : 박주의 어머니 역
- 길민성
- 윤원석
- 최민서
- 김기천
- 주효만
- 장남경
- 신은경
- 이옥정
- 김봉수
- 신비준
- 이성필
- 최재원
- 문용성
- 허명행
- 백동현
- 김대희
- 이준호
- 유상섭
- 정종호
- 이정섭
- 문수종
- 신승환
- 이종학
- 박철민
- 이동규